# アウグスト・ヴィルヘルム・シュレーゲル

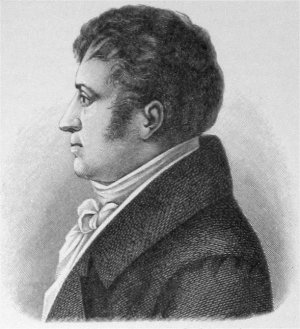
アウグスト・ヴィルヘルム・シュレーゲル

アウグスト・ヴィルヘルム・フォン・シュレーゲル（独: August Wilhelm von Schlegel, 1767年9月8日 - 1845年5月12日）は、ドイツの文学者・翻訳家・文献学者・評論家。多言語に通じており、各国語の文学作品の翻訳を行う（特にシェイクスピアの翻訳で知られる）。また、darsana（ダルシャナ、インド哲学）を研究し、ヨーロッパへの東洋思想の移入に功績があった。

## 年譜
- 1767年9月8日、ハノーファー選帝侯領の首都ハノーファーでルーテル教会牧師の子として生まれた。
- 1772年3月10日、弟のフリードリヒ・シュレーゲル誕生、弟はロマン主義の文学の中心的人物として知られ、2人でシュレーゲル兄弟と呼ばれる。シュレーゲル兄弟は、ロマン主義の哲学者として知られ雑誌「アテネーウム」の編集長を務めた。
- ゲッティンゲン大学で学ぶ。
- 大学卒業後、アムステルダムの銀行家の息子の家庭教師として生活していたが、活動の場を求めてイェーナへ。当地は、フリードリヒ・フォン・シラーやフィヒテなど当時のドイツ精神を代表する人物がイェーナ大学で教鞭を取っていたところであった。
- 1796年にカロリーネと結婚。
- 1798年にはイェーナ大学員外教授に就任。ルートヴィヒ・ティークの娘、ドローテアとヴォルフ・ハインリヒ・グラーフ・フォン・バウディシンらの監督のもと、シェイクスピアの翻訳にあたる。この翻訳は、とても詩的な翻訳であった。シラーが主宰していた文芸雑誌「ムーゼンアルマナハ」に寄稿したり、弟と「アテネーウム」を主宰したり、詩集を刊行したりと多彩な文芸活動を展開。ドイツロマン主義の始祖として活躍した。また、ドイツのシェイクスピアと呼ばれたドイツの劇作家・アウグスト・コッツェブとの論争があった。
- 1802年には文学活動の場を求めて、ベルリンへ。当地で美学（芸術）と文学について講義を行った。その後、古代ギリシアの詩人エウリピデスのスタイルを模した「イオン」を出版、劇的な詩のあり方を示す。さらに、スペインの劇作家、カルデロンの翻訳を行なったほか、イタリアやスペインやポルトガル語の叙情詩の翻訳「イタリア、スペイン、ポルトガルの詩の花束」（1804年 - 1809年）を出版した。
- 1807年、彼はフランス文学論にも言及。ロマン主義の立場からフランス古典主義批判を行った。このころに「劇的芸術と文学」を出版。
- 1804年にカロリーネと離婚（その後、カロリーネはイェナ大学哲学教授フリードリヒ・シェリングと結婚している）。その後の同時代のフランスの作家アンヌ・ルイーズ・ジェルメーヌ・ド・スタール（スタール夫人）とともに、各地へ旅行する。
- 1813年スウェーデン国王カール13世の秘書として活躍。
- 1818年にはボン大学教授として文学と美学を講義。『バガヴァッド・ギーター』のラテン語訳などインド思想の移入に多大に貢献した。これらは、ドイツにおけるサンスクリット研究の流れを作っていくことになる。スタール夫人の没後、パウルスの娘と再婚している。その後も、ボンで教鞭をとり、教え子に詩人のハインリヒ・ハイネなどがいる。
- 1845年5月12日に当地で没。

## 日本語訳
- 『無限への憧憬－ドイツ・ロマン派の思想と芸術 ドイツ・ロマン派全集 第9巻』
各・前川道介責任編集、国書刊行会、1984年
大澤慶子訳「ドイツ文学の現状概観 抄」、「演劇論 第一講」を収録
- 『シュレーゲル兄弟　ドイツ・ロマン派全集 第12巻』国書刊行会、1990年
薗田宗人訳「詩、韻律、言語についての書簡・芸術学序説」を収録
他は弟・フリードリヒ（山本定祐・平野嘉彦・松田隆之 訳）